# Rod Camphor
Roderick Rodney "Rod" Camphor (Baltimore, Maryland, 20 de marzo de 1992) es un baloncestista estadounidense que pertenece a la plantilla del ASK Karditsas B.C. de la A1 Ethniki. Con 1,91 metros de estatura, juega en la posición de base o escolta.

## Trayectoria deportiva

### Universidad
Tras pasar sus dos promeros años en el pequeño Community College de Highland, en Kansas, donde promedió 19,0 puntos y 4,2 rebotes por partido, jugó sus dos últimas temporadas como universitario con los Southwestern Oklahoma State de la Universidad Southwestern Oklahoma State, de la División II de la NCAA, en las que promedió 14,1 puntos, 4,6 rebotes y 1,3 asistencias por partido. En su último año fue incluido en el mejor quinteto de la Great American Conference y elegido Jugador del Año.

### Profesional
Tras no ser elegido en el Draft de la NBA de 2014, firmó su primer contrato profesional con el equipo lituano del BC Nevėžis, donde completó una temporada en la que promedió 12,1 puntos y 3,8 rebotes por partido. En diciembre de 2015 fichó por el Bayer Giants Leverkusen de la Basketball Bundesliga alemana, donde acabó la temporada promediando 15,5 puntos y 3,9 asistencias por encuentro.
La temporada 2016-17 la comenzó en el KTE KK de la liga húngara, pero tras dos partidos jugados regresó a Alemania para fichar por el Hamburg Towers en noviembre. Con el equipo germano disputó 19 partidos, promediando 14,1 puntos y 3,4 asistencias.
El 12 de julio de 2017 se comprometió con el equipo belga del Leuven Bears, pero tras nueve partidos cambió de aires y fichó por el equipo polaco del Turów Zgorzelec. Allí acabó la temporada con unos promedios de 11,7 puntos y 4,4 asistencias por partido.
El 11 de julio de 2018 fichó por el Kymis B.C. de la A1 Ethniki griega, pero el 31 de diciembre llegó a un acuerdo con el club para rescindir el contrato de forma amistosa alegando motivos personales, firmando al día siguiente por el Spójnia Stargard de la PLK polaca.
El 27 de julio de 2020, firma con el KK Krka Novo Mesto de la 1. A SKL, la primera división eslovena. Camphor promedió 8,2 puntos, 1,8 asistencias y 1,7 rebotes por partido. 
El 7 de octubre de 2021, firmó con el US Monastir de la Championnat National A de Túnez.
Más tarde, en el mismo mes, regresó a Polonia y se unió a Astoria Bydgoszcz de la PLK.
En la temporada 2022-23, firma por el Al-Karamah SC de Siria.
El 28 de diciembre de 2022, firma por el ASK Karditsas B.C. de la A1 Ethniki.